# Oberonia wynadensis
Oberonia wynadensis là một loài thực vật có hoa trong họ Lan. Loài này được Sivad. & R.T.Balakr. mô tả khoa học đầu tiên năm 1989.